# Mosfilm
Mosfilm (rus: Мосфильм) és l'estudi de cinema més conegut de Rússia i, de fet, sovint és reconegut també com el més antic i gran d'Europa. Pels estudis de Mosfilm hi van passar la llarga sèrie de pel·lícules soviètiques des de Sergei Eisenstein fins a Andrei Tarkovski, passant per produccions d'Akira Kurosawa o la mítica Guerra i Pau (Война и Мир, Voina i mir) de Serguei Bondartxuk, entre d'altres.
Després de la dissolució de l'URSS el cineasta Karén Shajnazárov va a passar a ser-ne el director artístic i a l'any 1998 director general, càrrec que encara ostenta. Mosfilm continua estrenant pel·lícules com a empresa publica.
Des del 2010 publica al seu canal de Youtube pel·lícules i series, especialment de l'època soviètica, moltes d'elles restaurades en 4K i amb subtítols en castellà, anglès o francès, entre d'altres.